# أندريه بريفوست (تنس)
أندريه بريفوست (بالفرنسية: André Prévost)‏ مواليد 26 مارس 1860 في رانس - الوفاة 15 فبراير 1919 في باريس، كان لاعب كرة مضرب فرنسي. سبق أن شارك في دورة الألعاب الأولمبية الصيفية.

## النهائيات

### الفردي: 1 (0–1)
| الحصيلة | السنة | البطولة                  | الأرضية      | المنافس في النهائي | النتيجة في النهائي |
| الوصافة | 1900  | دورة رولان غاروس الدولية | ترابية (Red) | بول آيمي           | 6–3, 6–0           |

## روابط خارجية
- أندريه بريفوست على موقع الاتحاد الدولي لكرة المضرب (الإنجليزية)
- أندريه بريفوست على موقع أوليمبيديا (الإنجليزية)